# Рахновка (Хмельницкая область)
Рахновка (укр. Рахнівка) — село в Дунаевецком районе Хмельницкой области Украины.
Население по переписи 2001 года составляло 843 человека. Почтовый индекс — 32450. Телефонный код — 3858. Занимает площадь 1,421 км². Код КОАТУУ — 6821887601.

## Местный совет
32453, Хмельницкая обл., Дунаевецкий р-н, с. Рахновка, ул. Школьная, 6